# Tijgerpels
De tijgerpels (Palliolum tigerinum) is een tweekleppigensoort uit de familie van de mantelschelpen (Pectinidae). De wetenschappelijke naam van de soort werd in 1776 voor het eerst geldig gepubliceerd door Otto Friedrich Müller.

## Beschrijving
De bolle mantelschelp, die bijna dezelfde kleppen heeft, is ongeveer rond of licht eivormig van omtrek (iets hoger dan breed) en heeft een maximale diameter van 3,2 centimeter. De linker bovenklep is slechts iets meer gewelfd dan de rechter onderklep. De oren zijn zeer ongelijk van grootte, met een aanzienlijk groter vooroor. Het vooroor van de rechterklep heeft een diepe incisie voor de byssus. De oren hebben radiale ribben. De wervel is puntig en steekt niet uit over de dorsale rand. De rand van de schelp is fijn ingesprongen.
De versiering bestaat uit fijne, gelijkmatige en strak uit elkaar geplaatste radiale ribben. Af en toe komen drie tot zeven ribben iets sterker naar de wervels toe. Ook kunnen de ribben naar de rand van de behuizing sterker uitsteken. Op de flap rechtsonder zijn de ribben breder en iets platter. De huid is dun maar stevig, enigszins doorschijnend en steenrood tot roodviolet gekleurd, meestal met witte vlekken of dwarsbanden. De flap rechtsonder is meestal iets donkerder van kleur. Het oppervlak is slechts licht glanzend.

## Verspreiding
Het verspreidingsgebied van de tijgerschelp strekt zich uit in de oostelijke Atlantische Oceaan van Noord-Noorwegen tot de Kaapverdische eilanden. Het wordt ook gevonden in de Noordzee en in de westelijke Middellandse Zee (Balearen). Hij komt ook voor in de oostelijke Noordzee (bijvoorbeeld bij Helgoland), maar is zeer zeldzaam. Het leeft (vaak verborgen onder stenen en in holten) op harde oppervlakken van ondiep water (ca. 9 meter) tot een diepte van ca. 380 meter.
Uit de Nederlandse wateren zijn slechts weinig vondsten bekend van vers aangevoerde exemplaren op drijvende voorwerpen. Daarnaast spoelt de soort, als fossiel, regelmatig in Zeeland aan.